# Seznam starostů Bernu
Zde je seznam starostů Bernu od roku 1832:

## Gemeindepräsident
| Období    | Gemeindepräsident             | Žil v letech | Strana        |
| --------- | ----------------------------- | ------------ | ------------- |
| 1832–1848 | Karl Zeerleder                | (1780–1851)  | Konzervativní |
| 1849–1863 | Friedrich Ludwig von Effinger | ( 1795–1867) | Konzervativní |
| 1864      | Christoph Albert Kurz         | (1806–1864)  | Konzervativní |
| 1864–1871 | Otto von Büren                | (1822–1888)  | Konzervativní |

## Stadtpräsident
| Období    | Stadtpräsident       | Žil v letech   | Strana        |
| --------- | -------------------- | -------------- | ------------- |
| 1871–1888 | Otto von Büren       | (1822–1888)    | Konzervativní |
| 1888–1895 | Eduard Müller        | (1848–1919)    | FDP           |
| 1895–1899 | Franz Lindt          | (1844–1901)    | FDP           |
| 1900–1918 | Adolf von Steiger    | (1859–1925)    | FDP           |
| 1918–1920 | Gustav Müller        | (1860–1921)    | SP            |
| 1920–1937 | Hermann Lindt        | (1872–1937)    | SVP           |
| 1937–1951 | Ernst Bärtschi       | (1882–1976)    | FDP           |
| 1952–1958 | Otto Steiger         | (1890–1958)    | SVP           |
| 1958–1966 | Eduard Freimüller    | (1898–1966)    | SP            |
| 1966–1979 | Reynold Tschäppät    | (1917–1979)    | SP            |
| 1979–1992 | Werner Bircher       | (1928–2017)    | FDP           |
| 1993–2004 | Klaus Baumgartner    | (1937–2015)    | SP            |
| 2005–2016 | Alexander Tschäppät  | (1952–2018)    | SP            |
| 2017–     | Alec von Graffenried | (narozen 1962) | GFL           |